# Nozawa Onsen
Nozawa Onsen (jap. 野沢温泉村 Nozawa-Onsen-mura) – japońska wioska w powiecie Shimotakai, w prefekturze Nagano. Leży w środkowej części wyspy Honsiu (Honshū), około godzinę drogi od Nagano, na wysokości 565 m n.p.m. Według spisu ludności z 2011 roku miejscowość zamieszkują 3782 osoby. 
Mieści się tu ośrodek narciarski Nozawa Onsen Ski Resort, gdzie w 1998 roku rozegrano zawody w biathlonie w ramach Zimowych Igrzysk Olimpijskich w Nagano.
Z Nozawa Onsen pochodzą między innymi: skoczek narciarski Jin’ya Nishikata oraz dwuboiści: Gen Tomii i Takanori Kōno.

## Galeria

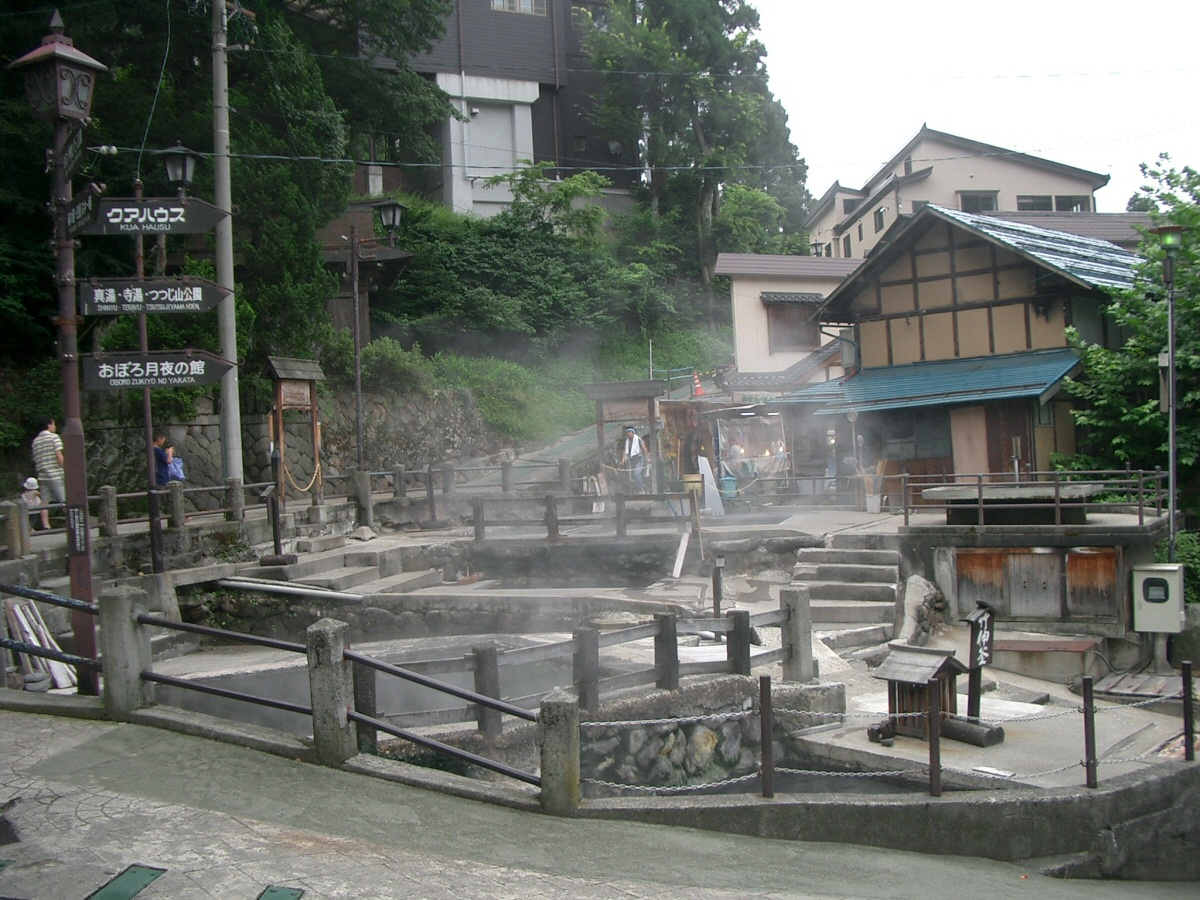
Gorące źródła w Nozawa Onsen
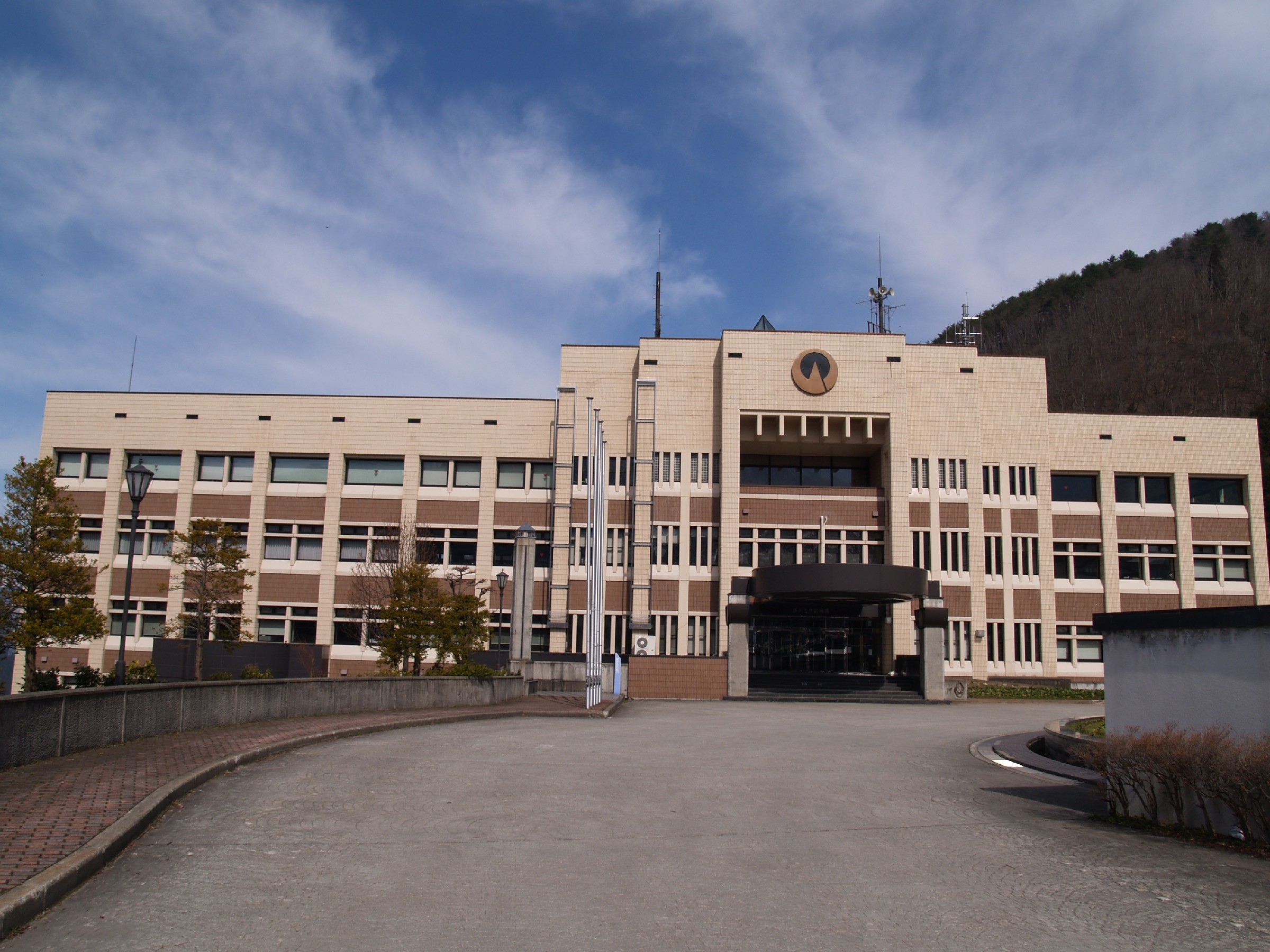
Budynek władz
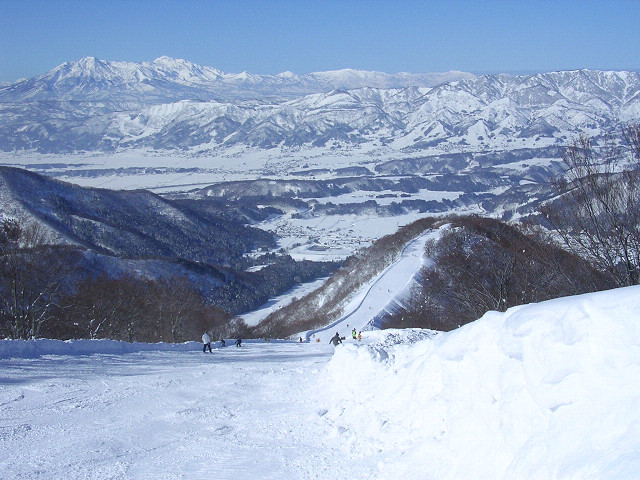
Ośrodek narciarski